# Dopaminski transporter
Dopaminski transporter (ili dopaminski aktivni transporter, DAT, SLC6A3) je transmembranski protein koji pumpa neurotransmiter dopamin iz sinaptičkog rascepa nazad u citozol. U citosolu, drugi transporteri sekvestriraju dopamin u vezikule za čuvanje i kasnije otpuštanje. Ponovni unos dopamina pomoću DAT pruža primarni mehanizam putem koga se dopamin uklanja iz sinapsi, mada mogu da postoje izuzeci u prefrontalnom korteksu, gde evidencija ukazuje na mogućnost veće uloge norepinefrinskog transportera.
DAT je impliciran u brojnim poremećajima vezanim za dopamin, među kojima su hiperkinetički poremećaj, bipolarni poremećaj, klinička depresija, i alkoholizam. Gen koji kodira DAT protein je lociran na ljudskom hromozomu 5, sastoji se od 15 kodirajućih eksona, i dug je oko 64 kbp. Evidenciza za asocijacije između DAT i poremećaja vezanih za dopamin potiče od tipa genetičkog polimorfizma, poznatog kao VNTR, u DAT genu (DAT1), koji utiče na količinu izraženog proteina.

## Funkcija
DAT je integralni membranski protein koji uklanja dopamin iz sinaptičke pukotine i deponuje ga u okolne ćelije, čime se prekida signal neurotransmitera. Dopamin podupire nekoliko aspekata spoznaje, uključujući nagradu, i DAT olakšava regulaciju tog signala.

## Mehanizam
DAT je simporter koji prenosi dopamin preko ćelijske membrane sprezanjem premeštanja sa energetski povoljnim kretanjem natrijumovih jona koji se kreću od visoke do niske koncentracije u ćeliji. Za DAT funkcionisanje je neophodno sekvencijalno vezivanje i kotransport dva + jona i jednog − jona sa dopaminskim supstratom. Pogonska sila za DAT-posredovano preuzimanje dopamina je jonski koncentracioni gradijent generisan putem +/+ ATPaze ćelijske membrane.
U najšire prihvaćenom modelu funkcije monoaminskog transportera, joni natrijuma se moraju vezati za ekstracelularni domen transportera pre nego što se dopamin može vezivati. Nakon vezivanja dopamina, protein podleže konformacionoj promeni, koja omogućava da se natrijum i dopamin oslobode na intracelularnoj strani membrane.
Studije u kojima se korišteni elektrofiziologija i radioaktivno obeležavanje su potvrdile da je dopaminski transporter sličan sa drugim monoaminskim transporterima u smislu da se jedan molekul neurotransmitera može preneti kroz membranu sa jednim ili dva jona natrijuma. Hloridni joni su isto tako potrebni da bi se sprečio porast pozitivnog naelektrisanja. Te studije su isto tako pokazale da su brzina transporta i njen smer u potpunosti zavisni od natrijumskog gradijenta.
Usled bliske sprege membranskog potencijala i natrijumskog gradijenta, aktivnošću indukovane promene membranske polarnosti mogu dramatično da utiču na brzinu transporta. Dodatno, transporter može da doprinese oslobađanju dopamina kad se neuron depolarizuje.

## Interakcije
Dopaminski transporter formira interakcije sa:
- Alfa-sinuklein,[7][8]
- PICK1,[9] and
- TGFB1I1.[10]

Osim ovih urođenih protein-protein interakcija, nedavne studije su demonstrirale da viralni proteini kao što je HIV-1 Tat protein formiraju interakcije sa DAT i to vezivanje može da poremeti domapinsku homeostazu kod HIV pozitivnih osoba, što doprinosi neurokognitivnim premećajima vezanim za HIV.

## Spoljašnje veze
- Dopamine transporter-related Associations, Experiments, Publications and Clinical Trials
- Dopamine+Transporter на 